# The Discovery (film 1913)
The Discovery è un cortometraggio muto del 1913. Il nome del regista non viene riportato nei credit.

## Trama
I due Monion, padre e figlio, si innamorano entrambi di Maud. I due rivali in amore scoprono che la ragazza, in realtà, è - rispettivamente - la figlia e la sorella da lungo tempo perduta.

## Produzione
Il film fu prodotto dalla Essanay Film Manufacturing Company.

## Distribuzione
Distribuito dalla General Film Company, il film - un cortometraggio di una bobina - uscì nelle sale cinematografiche USA il 5 marzo 1913.